# Кушьяр ибн Лаббан
Абу-ль-Хасан Кушьяр ибн Лаббан ибн Башахри аль-Джили (араб. أبو الحسـن كوشيار بن لبان بن باشهري الجيلي‎), Кушьяр Гилани (перс. کوشیار گیلانی‎), Гилян, 971 — Багдад, 1029) — персидский арабоязычный математик и астроном. Его учеником был ан-Насави.
В трактате «О началах индийской арифметики» (араб. أصول الحساب الهندي‎) Кушьяр ибн Лаббан рассматривает арифметические действия с обычными десятичными числами, а также с числами, записанными в чистой шестидесятеричной системе. Подробно разбирается извлечение квадратных и кубических корней в шестидесятеричной системе.
Составил «Всеобъемлющий зидж» (الزيج الجامع‎), в котором, в частности, доказываются сферические теоремы синусов и тангенсов.
Среди его астрономических сочинений — «Трактат об астрономии» (مجمل الأصول في أحكام النجوم‎), «Исправление уравнения Марса» (تعديل المريخ‎), «Трактат о расстояниях до небесных тел и их объёмах» (رسالة دلالات الكواكب‎), «Книга об астролябии и способах обращения с ней» (الاسطرلاب وكيفية عمله واعتباره على الكمال والتمام‎), астрологическая «Книга введения в искусство приговоров звёзд» (المدخل في صناعة أحكام النجوم‎).